# Wipperquellgebiet
Das Wipperquellgebiet ist laut dem Handbuch der naturräumlichen Gliederung Deutschlands eine Naturräumliche Einheit mit der Ordnungsnummer 338.3 im Bergischen Land und Märkischen Land, einem Teil des Rheinischen Schiefergebirges.
Das Gebiet umfasst einen großen Teil des Gemeindegebiets von Marienheide im Oberbergischen Kreis, den südwestlichen Teil des Stadtgebiets von Kiespe um Rönsahl und einen Teil von Meinerzhagen im Märkischen Kreis.
Es ist Teil der Bergischen Hochflächen (338) und grenzt
- im Nordwesten an das Bever-Neye-Kerspe-Rückenland (338.131),
- im Nordosten an die Kiersper Bucht (3361.9), Teil des  Märkischen Oberlands (3361),
- im Süden an das Oberaggerbergland (339.00) und Bergneustädter Bergland (339.01), beide Teil des Berglands der Oberen Agger und Wiehl (339) und
- im Westen an die Obersülzhochfläche (338.221) und die Wippermulde (338.12).

Das Gebiet liegt auf 400 bis 480 m ü. NHN Höhe in der Ebbesattelzone in der Quellschüssel der Wipper. Aufgrund seiner Lage im Luv des Ebbegebirges zwischen den Flusssystemen von Agger, Wipper, Volme und Lister-Bigge-Lenne ist es geprägt von hohen Niederschlagsmengen sowie von großem Waldbestand. Den Norden und Osten prägt der 479 m ü. NHN hohe Wienhagen zwischen der Kerspe und der Lingese. Er bildet mit einer nordwestlich verlaufenden Hochscholle aus Grauwacken, Ebbesandsteinen und Bunten Ebbeschiefern bis zum Wilbringhäuser Rücken eine Höhenschwelle. Im Süden bilden die Höhenlagen des aus Ebbesandstein, Grauwacke und Mühlenbergschichten bestehenden Gervershagen (448 m ü. NHN) und der Dannenberger Höhe (475 m ü. NHN) die Wasserscheide zum Einzugsgebiet der Agger.
Die Naturräumliche Einheit hat keine weitere Untergliederung.

## Talsperren
Im Gebiet befinden sich die Brucher Talsperre sowie die Lingesetalsperre. Im Nordwesten grenzt es an die Kerspetalsperre.